# Strada Poștei
Strada Poștei este situată în centrul istoric al municipiului București, în sectorul 3.  

## Descriere
Strada este orientată de la sud spre nord și se desfășoară pe o lungime de 140 de metri între străzile Franceză și Stavropoleos.

## Legături externe
- Strada Poștei pe hartă, www.openstreetmap.org
- Strada Poștei pe Flickr.com